# Eusparassus oculatus
Eusparassus oculatus är en spindelart som först beskrevs av Kroneberg 1875.  Eusparassus oculatus ingår i släktet Eusparassus och familjen jättekrabbspindlar. Inga underarter finns listade i Catalogue of Life.